# ポンガル
ポンガルは、インド、スリランカ、マレーシア、シンガポール、そして世界中のタミル人が祝う最も人気があり重要な祭りです。収穫感謝祭です。4日間の祝祭期間中、人々は自然の恵み、牛、そして農民に収穫に感謝します。タミル太陽暦のタイ月に祝われ、通常は 1 月 14 日または 15 日にあたります。人々は家を飾て新しい服を着て、土鍋でジャガリーと収穫したばかりの米を使ったポンガルの甘い料理を作り、太陽神に感謝しながら祝います。 ポンガルは、あらゆる宗教のタミル人が集まり、自然の恵みを祝い、感謝する楽しい行事です。ポンガルは日本の新嘗祭に似ています。大野進はポンガルが日本人が祝う小正月に似ていることを発見した。

## 語源
”ポンガル”とは タミル語で「こぼれる」という意味で、お米を入れた鍋が噴き溢れるまでお米を炊くという習わしがあります。ポンガルはまた、儀式的に準備され、その日に食べられる、ミルクとジャガリーで煮た米の甘い料理を指します